# Крылов, Никита Иванович
Никита Иванович Крылов (1808—1879) — правовед, ординарный профессор и декан юридического факультета Московского университета.

## Биография
Родился 8 (20) сентября 1808 года в Пошехонском уезде Ярославской губернии в семье диакона.
Учился в Ярославской духовной семинарии, затем, с 1827 года, — в Санкт-Петербургской духовной академии, откуда в 1829 году был взят по распоряжению M. M. Сперанского в группу студентов для практических занятий по юриспруденции во 2-м отделении Императорской канцелярии.
В 1831 году, после сдачи экзаменов, вместе с С. Баршевым и П. Редкиным и др. молодыми учёными был направлен в Берлинский университет для усовершенствования в юридических науках. Слушал лекции знаменитостей того времени Савиньи,Эйхгорна, Ганса. В 1834 году, по возвращении из-за границы, сдал экзамены на степень доктора права при Санкт-Петербургском университете и защитив «тезисы из науки Законоведения» получил степень доктора права. В сентябре 1835 года был определён преподавателем на кафедру римского права Московского университета. С 1836 года — экстраординарный профессор, с 1837 — ординарный профессор) по кафедре римского права, которую оставил в 1872 году. Был деканом юридического факультета Московского университета (1839—1847), цензором Московского цензурного комитета (1839—1844) и инспектором Института обер-офицерских сирот Московского воспитательного дома (1844—1848).
В 1847 году был обвинён К. Д. Кавелиным, Т. Н. Грановским, П. Г. Редкиным и Е. Ф. Коршем во взяточничестве и «безнравственном поведении». Попечитель учебного округа С. Г. Строганов рассматривал вопрос об увольнении Крылова, однако в итоге при поддержке С. С. Уварова, Крылов сохранил за собой место в Московском университете, а уйти вынуждены были Кавелин, Редкин и Корш.
В 1859 году получил звание Заслуженный профессор Московского университета. В это время он преподавал Римское право, Историю римского права, Систему римского права; также читал лекции о праве семейственном и праве наследственном. Почётный член Московского университета с 1867 года. С 27 декабря 1863 года — действительный статский советник.
Награждён орденом Св. Анны 2-й степени.
Мировоззрение Крылова обладало широтой, которая никогда не дозволяла ему успокоиться на простом созерцании явлений. Каждое отдельное явление представлялось ему в сложной совокупности отношений, близких и отдалённых, служило отголоском чего-то более общего и крупного. Он сближал предметы, на вид совершенно разнородные, и в области наиболее сухой и частной находил источник для мыслей с общим значением. Курс римского права становился, таким образом, общеобразовательным курсом для юриста. Курс Крылова имел характер философского размышления над римским правом. По своим научным воззрениям на право, Крылов был ярким выразителем исторической школы юриспруденции.
Как лектор, Крылов обладал редким, выдающимся талантом. Его ученик и преемник на кафедре римского права С. А. Муромцев указывал:

… без малого сорок выпусков юристов, получивших свое образование в стенах Московского университета, слушало лекции Крылова… На русских юридических кафедрах не было еще лектора, более замечательного… Крылов был профессор-поэт.

Был женат на Любови Фёдоровне Корш и жил в районе Ивановской горки: в Ивановском переулке, напротив Ивановского монастыря.
Умер в Москве после долгой и тяжкой болезни 26 декабря 1879 (7 января 1880) года. Похоронен в Донском монастыре.